# 螢光筆

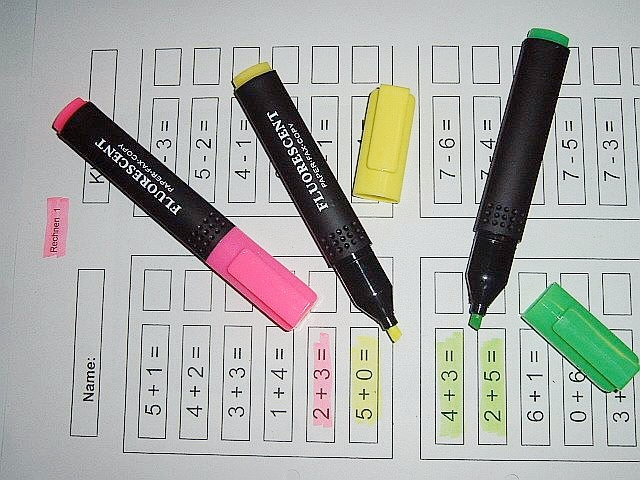
螢光筆

螢光筆是記號筆中其中的一種，顏色通常不太鮮豔，由於能呈現醒目的顏色但又不影響內容的閱讀，因此不少人都喜歡使用螢光筆標示文件或課本上的重點。荧光筆的墨水為半透明顏色。

## 特色
螢光筆發明於1962年。許多螢光筆帶有明亮且螢光的顏色，在紫外光之下會發出螢光的顏色。最常見的顏色為黃色，其他還有粉紅色、藍色、綠色、橘色和紫色等顏色。
另外有一種干式的螢光筆，它沒有氈布的筆尖，而有一個特殊的開口將筆內的螢光條黏在文件上，就像卡帶一樣。這種的螢光筆不像傳統的那樣不易清除

## 用途
有些情況下，畫家會使用螢光筆（包含可清除顏色的螢光筆）或是搭配其他工具來作畫。
許多電腦的文書處理軟體可以模擬螢光筆的效果來強調內容上的重點（與文字反白不盡相同）。在網頁瀏覽器中（微軟Internet Explorer 4.0之後的版本），有一個類似的程式（Web Highlighter），可以標示重要部份、註解以及通往其他網頁的連結。

## 外部鏈接
维基共享资源上的相關多媒體資源：螢光筆